# Wesmaelius concinnus
Wesmaelius concinnus is een insect uit de familie van de bruine gaasvliegen (Hemerobiidae), die tot de orde netvleugeligen (Neuroptera) behoort. 
Wesmaelius concinnus is voor het eerst wetenschappelijk beschreven door Stephens in 1836.